# Unterfranken
Unterfranken liegt im Nordwesten Bayerns im fränkischen Teil des Freistaats und ist sowohl ein Bezirk als auch ein Regierungsbezirk. Es grenzt im Süden und Westen an die Länder Baden-Württemberg (Regierungsbezirke Karlsruhe und Stuttgart) und Hessen (Regierungsbezirke Darmstadt und Kassel), im Norden an den Freistaat Thüringen und im Osten an die bayerischen Regierungsbezirke Oberfranken und Mittelfranken.
Der Name Unterfranken bezieht sich auf die relative Position am Main. Unterfranken liegt an dessen Unterlauf, Oberfranken am Oberlauf (Mittelfranken ist dagegen das restliche Franken abseits des Mains). Diese Benennung geht zurück auf die Bildung des „Mainkreises“ im Zuge der von Graf Montgelas 1808 verfassten Konstitution des Königreichs Bayern. Die Einteilung der Territorien wurde dem französischen Vorbild angeglichen und orientierte sich primär an Flussnamen. Da der Main Unterfranken durchfließt, wird die Region besonders von den Einheimischen auch als „Mainfranken“ (und „Weinfranken“ wegen des Weinbaus) bezeichnet.
Verwaltungssitz des Bezirks und gleichzeitig Sitz der Bezirksregierung ist Würzburg. Der geographische Mittelpunkt liegt auf dem Gebiet der Gemarkung Büchold.

## Gliederung

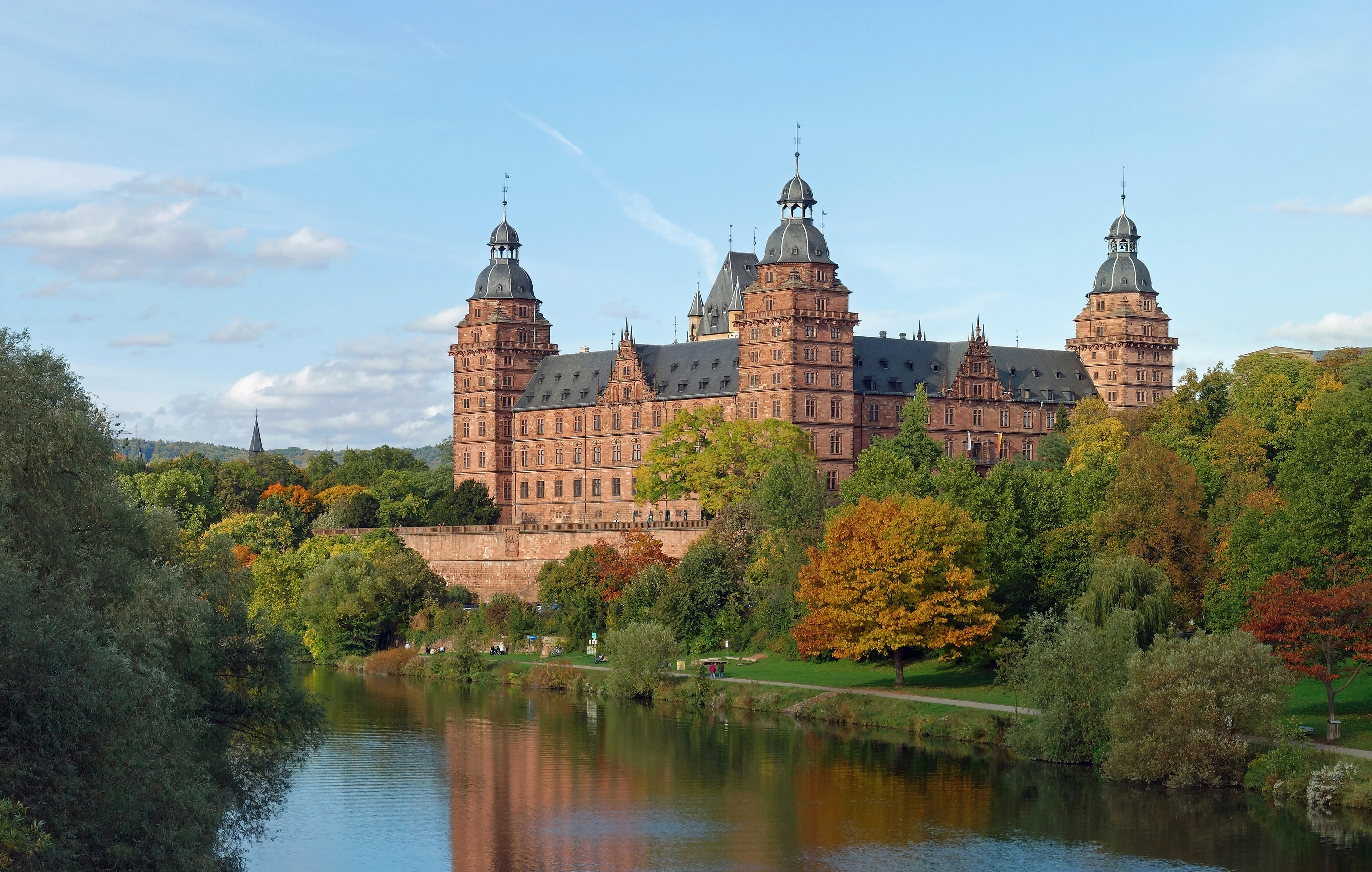
Aschaffenburg

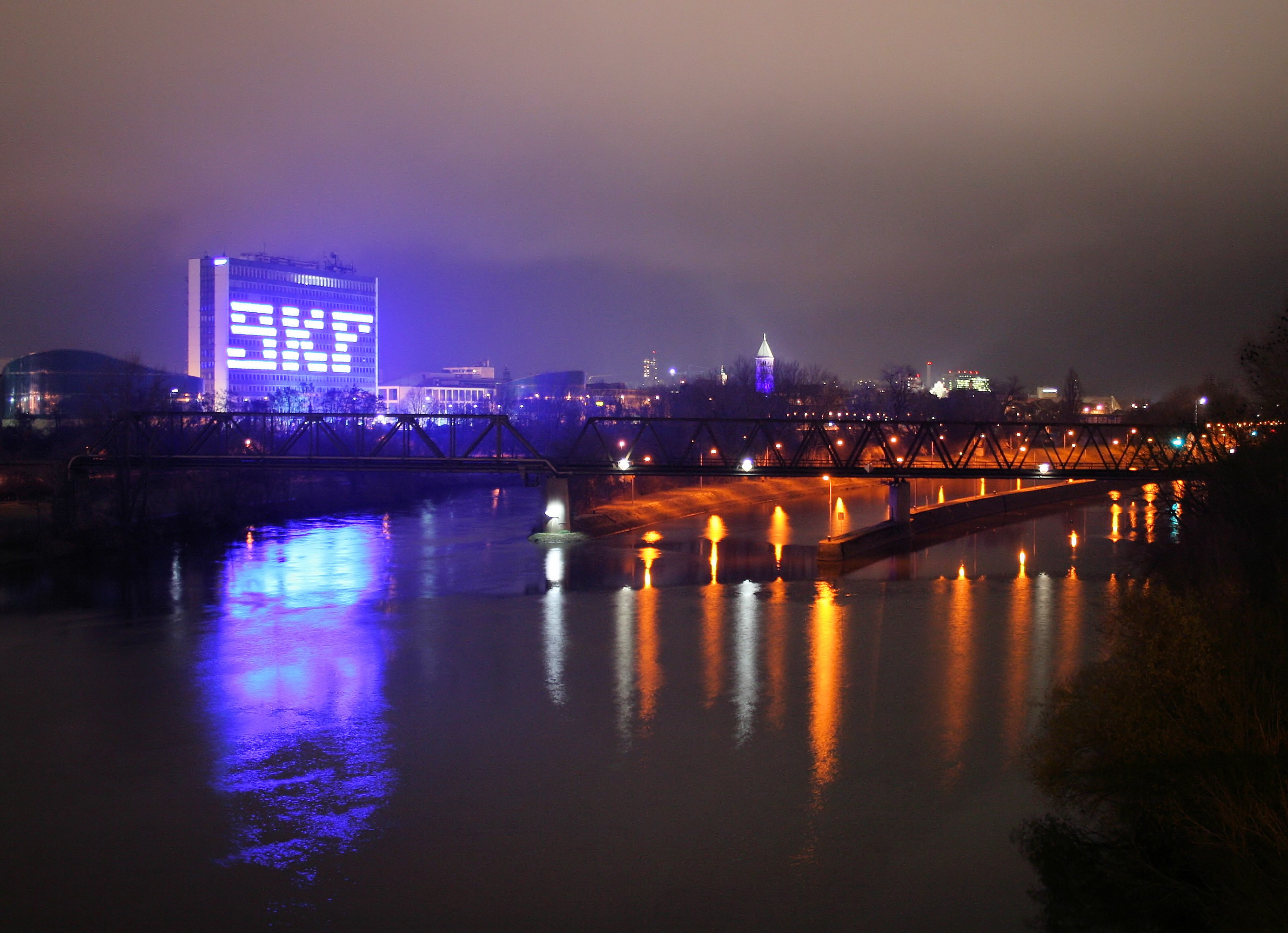
Schweinfurt

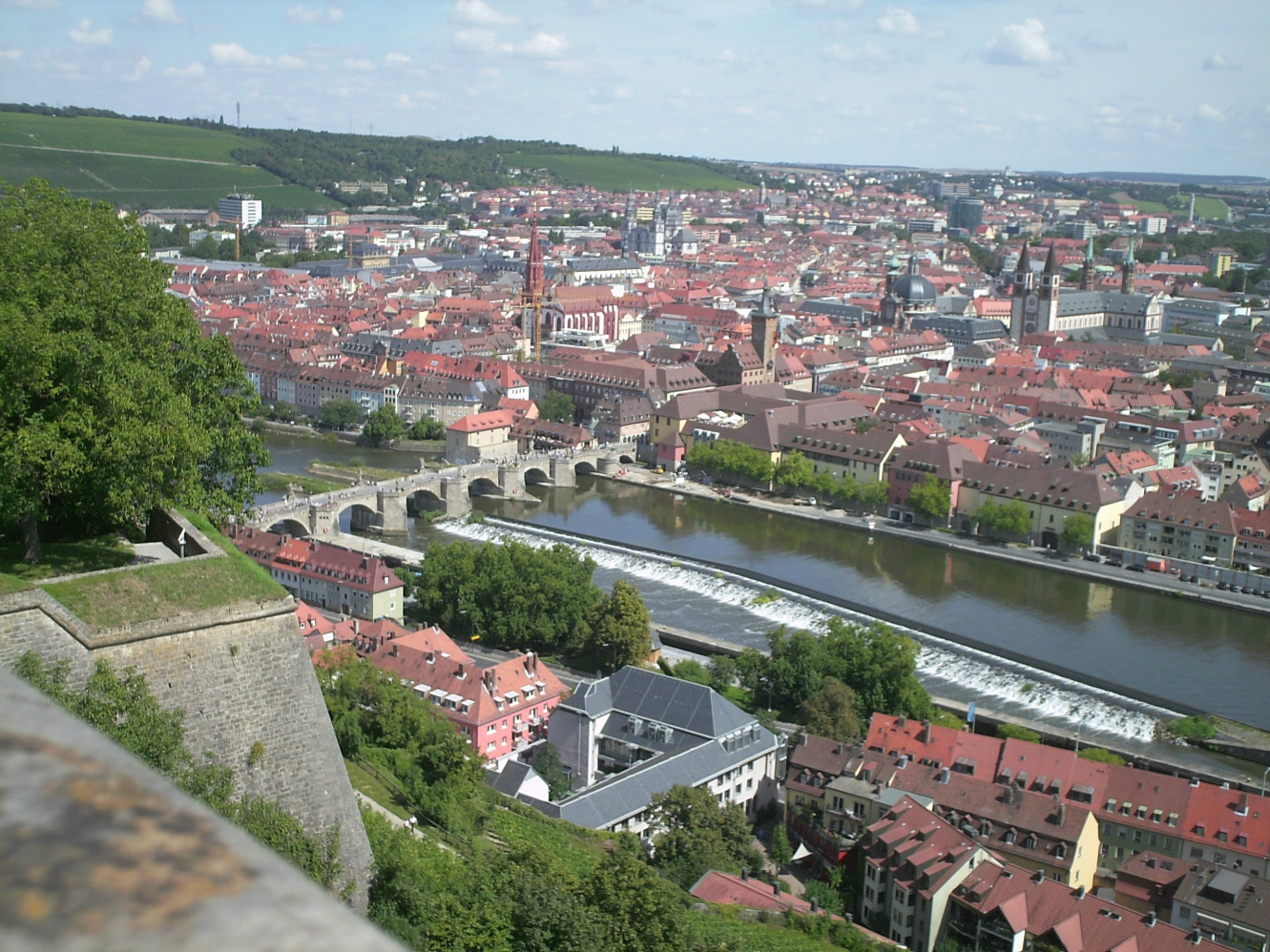
Würzburg

Der Regierungsbezirk Unterfranken umfasst drei kreisfreie Städte und neun Landkreise:

### Kreisfreie Städte
- Aschaffenburg
- Schweinfurt
- Würzburg

### Landkreise
- Landkreis Aschaffenburg
- Landkreis Bad Kissingen
- Landkreis Haßberge
- Landkreis Kitzingen
- Landkreis Main-Spessart
- Landkreis Miltenberg
- Landkreis Rhön-Grabfeld
- Landkreis Schweinfurt
- Landkreis Würzburg

Anmerkungen:
- Der Landkreis Haßberge hieß in der Übergangszeit vom 1. Juli 1972 bis zum 30. April 1973 Haßberg-Kreis.
- Der Landkreis Main-Spessart hieß in der Übergangszeit vom 1. Juli 1972 bis zum 30. April 1973 Landkreis Mittelmain. Der Sitz der Kreisverwaltung befand sich in Lohr a. Main.
- Der Landkreis Rhön-Grabfeld hieß in der Übergangszeit vom 1. Juli 1972 bis zum 30. April 1973 Landkreis Bad Neustadt a. d. Saale.

### Vor der Landkreisreform

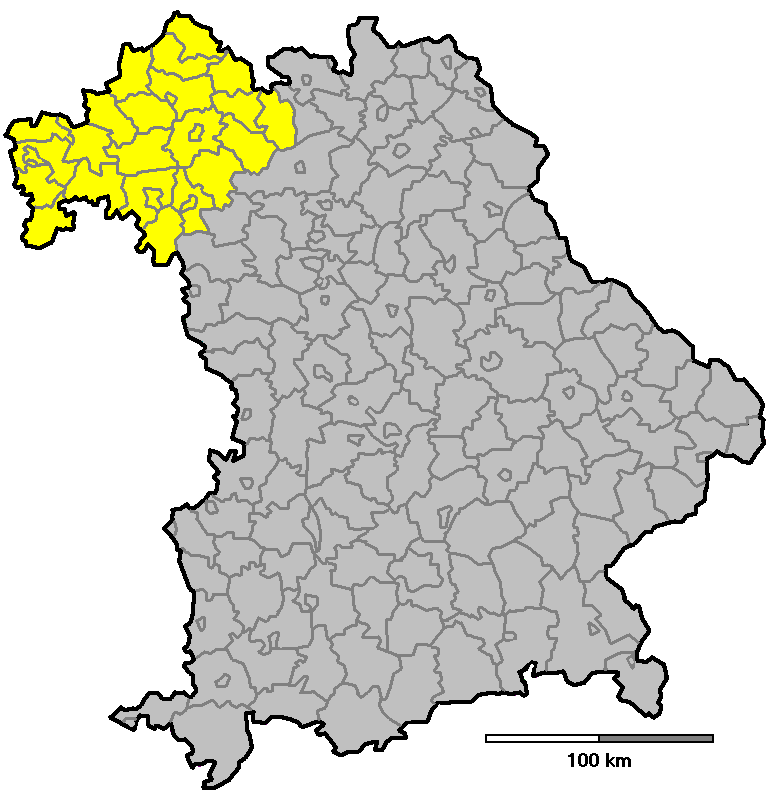
Alte Landkreisgrenzen

Die folgende Gliederung in kreisfreie Städte und Landkreise galt bis zur Kreisgebietsreform, die am 1. Juli 1972 in Kraft trat:

#### Kreisfreie Städte
- Aschaffenburg
- Bad Kissingen
- Kitzingen
- Schweinfurt
- Würzburg

#### Landkreise
- Landkreis Alzenau in Unterfranken
- Landkreis Aschaffenburg
- Landkreis Bad Brückenau
- Landkreis Bad Kissingen
- Landkreis Bad Neustadt an der Saale
- Landkreis Ebern
- Landkreis Gemünden am Main
- Landkreis Gerolzhofen
- Landkreis Hammelburg
- Landkreis Haßfurt
- Landkreis Hofheim in Unterfranken
- Landkreis Karlstadt
- Landkreis Kitzingen
- Landkreis Königshofen im Grabfeld
- Landkreis Lohr am Main
- Landkreis Marktheidenfeld
- Landkreis Mellrichstadt
- Landkreis Miltenberg
- Landkreis Obernburg am Main
- Landkreis Ochsenfurt
- Landkreis Schweinfurt
- Landkreis Würzburg

## Wirtschaft
Der Bezirk Unterfranken meldete im Oktober 2016 3,1 % Arbeitslose und hat somit die geringste Arbeitslosenquote aller bayerischen Regierungsbezirke. Innerhalb von Unterfranken hat der Landkreis Main-Spessart mit 2,1 % die niedrigste Arbeitslosenquote.
Die wirtschaftlichen Schwerpunkte Unterfrankens liegen heute im Großindustrie-Zentrum Schweinfurt, dem Dienstleistungs- und Handelszentrum Würzburg, in Aschaffenburg, den größeren Mittelzentren entlang des Mains, insbesondere Lohr am Main sowie in Bad Neustadt an der Saale im Norden des Regierungsbezirks.
Im Vergleich mit dem BIP der EU ausgedrückt in Kaufkraftstandards erreicht Unterfranken einen Index von 124 (EU-28=100) (2015).

## Öffentliche Einrichtungen
Das Polizeipräsidium Unterfranken sorgt zusammen mit der Bundespolizei und deren Revier in Aschaffenburg sowie der Inspektion in Würzburg für Sicherheit. Zudem existiert in Oerlenbach ein Bundespolizeiaus- und -fortbildungszentrum.
Der Zoll unterhält die Zollämter Schweinfurt-Londonstraße, Dettelbach-Mainfrankenpark und Aschaffenburg, welche dem Hauptzollamt Schweinfurt nachgeordnet sind.
Das THW hat 15 Ortsverbände und eine Regionalstelle in Unterfranken.
Ferner gibt es 38 Kranken- und Fachkrankenhäuser.
Die Bundeswehr ist mit einer Kompanie der Regionalen Sicherungs- und Unterstützungskräfte (RSU) vertreten. Ein Karriereberatungsbüro befindet sich in Würzburg. Daneben existieren weitere Standorte in Volkach, Wildflecken, Hammelburg und Veitshöchheim.
Zudem gibt es eine Universität (Würzburg), zwei weitere Hochschulen (Aschaffenburg, Würzburg-Schweinfurt) und eine Musikhochschule.

## Schutzgebiete
In Unterfranken gibt es 137 Naturschutzgebiete, 37 Landschaftsschutzgebiete, 99 FFH-Gebiete, 19 EU-Vogelschutzgebiete und über 240 vom Bayerischen Landesamt für Umwelt ausgewiesene Geotope (Stand August 2016).
Siehe auch:
- Liste der Naturschutzgebiete in Unterfranken
- Liste der Landschaftsschutzgebiete in Unterfranken
- Liste der FFH-Gebiete in Unterfranken
- Liste der EU-Vogelschutzgebiete in Unterfranken
- Liste der Geotope in Unterfranken

## Geschichte
Nach dem Übergang fränkischer, zum kleinen Teil auch kurrheinischer und oberrheinischer Gebiete an das neue Königreich Bayern entstand am 2. Februar 1817 der Untermainkreis mit Würzburg als Hauptstadt. Das ehemalige Großherzogtum Würzburg, das aus dem gleichnamigen Hochstift hervorgegangen war, stellte auch den größten Anteil am Territorium des Kreises. Seit dem 1. Januar 1838 trug der Kreis den Namen „Unterfranken und Aschaffenburg“ in Anlehnung an das Herzogtum Franken, in dessen ehemaligem Ostteil er liegt (ausgenommen Aschaffenburg und Umgebung, die im ehemaligen Westteil liegen).
Zu den Pionieren der industriellen Entwicklung Unterfrankens gehört Friedrich Koenig.
1866 gingen nach verlorenem Deutschen Krieg das Bezirksamt Gersfeld und der Landgerichtsbezirk Orb an Preußen verloren. Mit dem Anschluss des Freistaates Coburg an Bayern 1921 fielen einige Enklaven wie Königsberg an Unterfranken.
Die erste unterfränkische Ortsgruppe der NSDAP wurde im August 1921 in Kitzingen gegründet. Würzburg folgte erst am 6. Dezember 1922. Durch die Verordnung vom 20. Mai 1938 (GVBl. 1938, 199) mit Wirkung vom 1. Juni 1938 wurde der Name des Bezirks dem des räumlich identischen NSDAP-Gaues Mainfranken angeglichen und die bisherige Bezeichnung „Unterfranken und Aschaffenburg“ abgelöst. Die alte Bezeichnung „Kreis“ wurden in der NS-Zeit ebenfalls der preußischen Bezeichnung „Regierungsbezirk“ angeglichen.
Nach Ende des Dritten Reiches wurde der Name am 9. April 1946 erneut geändert (GVBl. 1946, S. 189) und der Regierungsbezirk „Unterfranken“ (ohne den Zusatz „und Aschaffenburg“) benannt. Am 14. April 1945 wurde die unterfränkische NSDAP offiziell aufgelöst.
Nach dem Zweiten Weltkrieg kam die thüringische Enklave Ostheim vor der Rhön zu Unterfranken.

### Konfessionsstatistik
Laut der Volkszählung 2011 waren 61,8 % der Einwohner römisch-katholisch 19,3 % evangelisch, 18,9 % gehörten einer anderen Glaubensgemeinschaft an oder machten keine Angabe. Rund 55 % der Bevölkerung in Unterfranken waren 2019 katholisch. 2021 waren 689.537 Einwohnern (zirka 52 % der Gesamtbevölkerung) katholisch. Auch wenn die Zahl der Katholiken seitdem gesunken ist, gehört immer noch eine – einfache – Mehrheit der Bevölkerung der katholischen Kirche an. Mit Stand Jahresende 2022 gab es noch 49,9 % Katholiken in Unterfranken. und mit Stand Jahresende 2023 gab es noch 48,6 % Katholiken in Unterfranken.

## Sehenswürdigkeiten
- Schloss Johannisburg
- Pompejanum
- Falterturm
- Deutsches Fastnachtmuseum
- Maria im Weingarten
- Juliusspital
- Alter Kranen (Würzburg)
- Alte Mainbrücke
- Würzburger Residenz
- Festung Marienberg
- Würzburger Dom
- Käppele (Würzburg)
- Schloss Mespelbrunn
- Kreuzberg (Rhön)
- Park Schönbusch
- Schloss Veitshöchheim
- Ensemble Schloss Wiesentheid
- Museum Georg Schäfer
- Regentenbau (Bad Kissingen)
- Burg Rothenfels am Main
- Papiermühle Homburg am Main
- Kloster Triefenstein

Unterfranken ist eines der Kerngebiete der Bildstocklandschaft Franken mit einer großen Vielzahl von Kleindenkmälern mit christlichen Motiven. Bereits seit dem Spätmittelalter entstanden die Bildstöcke entlang von Wegen. Sie sind Zeichen der Volksfrömmigkeit vergangener Jahrhunderte.

## Bezirk Unterfranken
Der Bezirk Unterfranken bildet gemeinsam mit den anderen bayerischen Bezirken die dritte kommunale Ebene des Bundeslandes. Die Kernaufgaben des Bezirks liegen im sozialen und kulturellen Bereich. Die Organe des Bezirks sind der Bezirkstag, der Bezirksausschuss und der Bezirkstagspräsident (Art. 21 Bezirksordnung – BezO).

### Wappen
| | Blasonierung: „Unter rotem Schildhaupt, darin drei silberne Spitzen, gespalten von Blau und Rot; vorne eine schräggelegte, von Silber und Rot gevierte und zweimal gekerbte Standarte an goldener Lanze, hinten ein sechsspeichiges silbernes Rad.“ |
| Wappengeschichte: Das Wappen geht auf einen Entwurf von Otto Hupp von 1906 zurück. Sein Vorschlag wurde damals jedoch nicht verwendet. Der Bezirk Unterfranken gab sich das Wappen, welches die wichtigsten ehemaligen Herrschaftsverhältnisse in diesem Bezirk aufzeigt, erst 1961. Der Fränkische Rechen stammt aus dem Wappen des Domkapitels und Hochstifts Würzburg und ist heute auch Symbol für ganz Franken. Die von Silber und Rot gevierte Standarte, ein Rennfähnlein, steht für das Herzogtum Ostfranken und ist auch im Wappen der Stadt Würzburg enthalten. Das silberne Rad vertritt den Kurstaat und das Erzstift Mainz, zusammen Kurmainz genannt. Kurmainz hatte bis 1803, als das Heilige Römische Reich Deutscher Nation aufgelöst wurde, im Untermaingebiet bis einschließlich in die Stadt Aschaffenburg erheblichen Einfluss. Das Mainzer Rad ist auch in den Wappen der Landkreise Aschaffenburg, Miltenberg und Main-Spessart enthalten. | |

### Flagge
Die Flagge Unterfrankens stellt eine rot-weiße Frankenfahne mit mittig angeordnetem Bezirkswappen dar.

### Bezirkstag
- SPD: 2
- Grüne: 3
- FDP: 1
- FW: 3
- CSU: 10
- AfD: 4

#### Zusammensetzung
| Wahl | CSU | SPD | FW | Grüne | FDP | Die Linke | REP | NPD | GDP¹ | BP | AfD | Gesamt |
| ---- | --- | --- | -- | ----- | --- | --------- | --- | --- | ---- | -- | --- | ------ |
| 2023 | 10  | 2   | 3  | 3     | 1   |           |     |     |      |    | 4   | 23     |
| 2018 | 10  | 3   | 3  | 4     | 1   | 1         |     |     |      |    | 2   | 24     |
| 2013 | 09  | 4   | 3  | 2     | 1   | 1         |     |     |      |    |     | 20     |
| 2008 | 10  | 4   | 3  | 2     | 1   | 1         |     |     |      |    |     | 21     |
| 2003 | 13  | 4   | 2  | 1     |     |           |     |     |      |    |     | 20     |
| 1998 | 13  | 7   | 1  | 1     |     |           | 1   |     |      |    |     | 23     |
| 1994 | 13  | 7   |    | 2     |     |           | 1   |     |      |    |     | 23     |
| 1990 | 14  | 6   |    | 1     | 1   |           | 1   |     |      |    |     | 23     |
| 1986 | 15  | 7   |    | 1     |     |           |     |     |      |    |     | 23     |
| 1982 | 15  | 7   |    | 1     |     |           |     |     |      |    |     | 23     |
| 1978 | 15  | 7   |    |       | 1   |           |     |     |      |    |     | 23     |
| 1974 | 15  | 7   |    |       | 1   |           |     |     |      |    |     | 23     |
| 1970 | 15  | 8   |    |       | 1   |           |     |     |      |    |     | 24     |
| 1966 | 14  | 8   |    |       | 1   |           |     | 1   |      |    |     | 24     |
| 1962 | 13  | 8   |    |       | 1   |           |     |     | 1    |    |     | 23     |
| 1958 | 14  | 6   |    |       | 1   |           |     |     | 2    |    |     | 23     |
| 1954 | 12  | 6   |    |       | 2   |           |     |     | 2    | 1  |     | 23     |

¹ 1954 und 1958 GB/BHE

#### Bezirkstagspräsident
Bezirkstagspräsident ist seit dem 27. Oktober 2023 Stefan Funk (CSU). Dieser wurde Nachfolger von Erwin Dotzel (CSU).
Stellvertretender Bezirkstagspräsident ist Thomas Schiebel (Freie Wähler). Weiterer Vertreter des Bezirkstagspräsidenten ist Maria Hoßmann (CSU).
| 1829–1830    | Wilhelm Behr                                       |
| 1831         | keine Verhandlungen                                |
| 1832–1833/I  | Nikolaus Katzenberger                              |
| 1833/II–1834 | Freiherr Joseph Heinrich von Habermann             |
| 1835         | Nikolaus Katzenberger                              |
| 1836         | Freiherr Joseph Heinrich von Habermann             |
| 1837         | Keine Verhandlungen                                |
| 1838–1842    | Freiherr Joseph Heinrich von Habermann             |
| 1843         | Keine Verhandlungen                                |
| 1844–1845    | Freiherr Joseph Heinrich von Habermann             |
| 1846–1847    | Freiherr Philipp von Mauchenheim gen. Bechtolsheim |
| 1848         | Freiherr Johann Philipp von Groß-Trockau           |
| 1849         | Keine Verhandlungen                                |
| 1850         | Freiherr Johann Philipp von Groß-Trockau           |
| 1851         | keine Verhandlungen                                |
| 1852–1855    | Freiherr Hermann von Rotenhan                      |
| 1856–1858    | Adalbert von Herrlein                              |
| 1859–1862    | A. Debes                                           |
| 1863         | Adalbert von Herrlein                              |
| 1864–1865    | Jakob Hopfenstätter                                |
| 1866–1868    | Ludwig Gerstner                                    |
| 1869–1874    | Freiherr Max von Truchseß                          |
| 1875–1883    | Georg von Zürn                                     |
| 1884         | Georg Adam Wirsing                                 |
| 1885         | Friedrich von Medicus                              |
| 1886         | Georg Adam Wirsing                                 |
| 1887–1902    | Friedrich von Medicus                              |
| 1903–1918    | Karl Freiherr von Thüngen                          |

| 1919–1920 | Andreas Grieser |
| 1921–1933 | Wilhelm Matt    |

| 1933–1945 | Theo Memmel (NSDAP) |

| 1954–1966 | Hans Weiß (CSU)                   |
| 1966–1970 | Oskar Schad (CSU)                 |
| 1970–1994 | Franz Gerstner (CSU)              |
| 1994–2001 | Raymund Schmitt (CSU)             |
| 2001–2006 | Albrecht Graf von Ingelheim (CSU) |
| 2007–2023 | Erwin Dotzel (CSU)                |
| seit 2023 | Stefan Funk (CSU)                 |

### Aufgaben des Bezirks Unterfranken
Der Bezirk Unterfranken ist einer von sieben Bezirken in Bayern. Neben den Gemeinden und Landkreisen bzw. kreisfreien Städten bilden die Bezirke die dritte kommunale Ebene. Oberstes politisches Organ des Bezirks ist der Bezirkstag. Den Vorsitz im Bezirkstag führt der Bezirkstagspräsident, der auf die Dauer von fünf Jahren aus der Mitte des Bezirkstags gewählt wird.
Der Bezirk Unterfranken erfüllt Aufgaben, die über die Zuständigkeit oder das Leistungsvermögen der Landkreise bzw. kreisfreien Städte hinausgehen. Er unterhält und unterstützt öffentliche Einrichtungen, die für das wirtschaftliche, soziale und kulturelle Wohl der Menschen in Unterfranken notwendig sind.
Als Träger der überörtlichen Sozialhilfe hilft er pflegebedürftigen, behinderten und psychisch kranken Menschen. Der Bezirk Unterfranken ist zudem Träger von Fachkliniken sowie mehrerer Heime. Weitere Aufgabenschwerpunkte des Bezirks Unterfranken sind unter anderem die regionale Kulturarbeit, die Partnerschaft mit dem Departement Calvados, die Fachberatung für Kellertechnik und Kellerwirtschaft sowie die Fachberatung für Fischerei.

### Einrichtungen des Bezirks Unterfranken
Der Bezirk Unterfranken ist Träger psychiatrischer Krankenhäuser und Heime in Lohr am Main und Werneck, psychiatrischer Tageskliniken in Aschaffenburg und Schweinfurt und der Intensiveinheit für Kinder- und Jugendpsychiatrie auf dem Gelände der Universitätsklinik in Würzburg.
In Würzburg unterhält der Bezirk mit dem Jakob-Riedinger-Haus, benannt nach dem als „Vater der unterfränkischen Krüppelfürsorge“ geltenden Würzburger Orthopädie-Professor, Gründer einer „Heimstätte für Verletzte und Unfallkranke“ in der Erthalstraße und Direktor des aus dem Verein „Orthopädische Klinik und Anstalt für Krüppel“ hervorgegangenen König-Ludwig-Hauses in der Brettreichstraße Jakob Riedinger (1861–1917), ein Wohn- und Wohnpflegeheim für behinderte Menschen, in Lohr, Römershag und Werneck Pflegeheime und in Münnerstadt ein Heim für chronisch Alkoholkranke.
Außerdem ist der Bezirk Unterfranken Träger von zwei orthopädischen Fachkliniken (in Werneck und des König-Ludwig-Hauses in Würzburg) sowie einer Fachklinik für Thoraxchirurgie in Münnerstadt.
Mit der Dr.-Karl-Kroiß-Schule unterhält der Bezirk Unterfranken in Würzburg ein Förder- und Beratungszentrum mit dem Förderschwerpunkt Hören. Hinzu kommen Beteiligungen an anderen Einrichtungen, wie z. B. der Blindenanstalt Nürnberg e. V.

### Fachberatungen

#### Kulturarbeit und Heimatpflege
Zur Erfüllung der ihm auf kulturellem Gebiet obliegenden Aufgaben berät und fördert der Bezirk Unterfranken in den Bereichen Denkmalpflege, Museen, Theater, Musik, Tracht, Kleinkunst und zeitgenössische Kunst. Er vermittelt Kontakte zu Stadt- und Kreisheimatpflegern, historischen Vereinen und Kulturanbietern. Im Schloss Aschach bei Bad Kissingen unterhält der Bezirk drei Museen.

#### Fischereifachberatung
Der Bezirk Unterfranken sorgt für den Erhalt, die Verbesserung und den Schutz der Lebensgrundlagen für Fische und andere Wassertiere. Die Beratungs- und Sachverständigentätigkeit umfasst die Schwerpunkte Angelfischerei, Flussfischerei, Fischartenschutz und Teichwirtschaft.

#### Fachberatung für Kellerwirtschaft und Kellertechnik
Im Bereich Kellerwirtschaft und Kellertechnik berät der Bezirk Unterfranken fränkische Winzer in Fragen des Weinausbaus. Mit seinen Beratungs- und Schulungsangeboten wird ein wichtiger Beitrag zur Erhaltung und Steigerung der Qualität des Frankenweins erbracht.

#### Partnerschaftsreferat
Der Bezirk Unterfranken unterstützt und pflegt zahlreiche Partnerschaften unterfränkischer Gemeinden mit Kommunen in ganz Frankreich. Dabei stellen die Förderung der Partnersprache und Angebote für junge Menschen Aufgabenschwerpunkte dar. Seit 1986 unterhalten der Bezirk Unterfranken und das Département Calvados eine aktive partnerschaftliche Beziehung.

### Kultur
- Liste von Burgen und Schlössern in Unterfranken
- Liste von Pfarrhäusern in Bayern (Unterfranken)

## Regierungsbezirk
Der Regierungsbezirk Unterfranken ist gebietsmäßig identisch mit dem Bezirk Unterfranken. Er ist der Zuständigkeitsbereich der staatlichen Mittelbehörde Regierung von Unterfranken.
Regierungspräsidenten
- Maximilian Emanuel von Lerchenfeld, 1814–1817
- Franz Wilhelm von Asbeck, 1817–1825
- Maximilian Joseph Freiherr von Zu Rhein, 1826–1832
- Karl von Stengel, 1832
- August von Rechberg, 1833–1837
- Ferdinand von Andrian-Werburg, 1837
- Philipp Graf von Lerchenfeld, 1838–1840
- Leopold Graf Fugger von Glött, 1840–1849
- Friedrich von Zu Rhein, 1849–1868
- Friedrich von Luxburg, 1868–1901
- Ludwig von Kobell, 1901–1907
- Carl von Müller, 1907–1913
- Friedrich von Brettreich, 1913–1916
- Julius von Henle, 1917–1929
- Bruno Günder, 1929–1933
- Otto Hellmuth, 1933–1945
- Adam Stegerwald, 1945
- Jean Stock, 1945–1946
- Adolf Körner, 1946–1950
- Karl Kihn, 1950–1952
- Josef Hölzl, 1952–1960
- Heinz Günder, 1960–1968
- Robert Felix Meixner, 1968–1974[27]
- Philipp Meyer, 1975–1984
- Franz Vogt, 1984–2000
- Paul Beinhofer, 2000–2018
- Eugen Ehmann, 2019–2024
- Susanne Weizendörfer, seit 2024